# Kazuyuki K. Null
Kazuyuki Kishino (岸野 一之, Kishino Kazuyuki), dit Kazuyuki K. Null (KK. Null) est un  musicien expérimental multi-instrumentiste japonais. Il commença comme guitariste mais acquit rapidement des talents de compositeur, chanteur, batteur, auxquels on peut ajouter l'utilisation fréquente de machines électroniques. Il a également étudié la danse Butō.

## Projets
En 1983 il fonde le groupe Absolute Null Punkt (plus connu sous le nom de ANP) avec Seijiro Murayama. En 1984 il rejoint le groupe de noise rock/rock progressif Ybo2. Enfin il fonde Zeni Geva dans sa ville natale de Tōkyō en 1987.

### NUX Organization
Kazuyuki K. Null est également le fondateur du label indépendant NUX Organization consacré à la musique bruitiste et au noise rock. Le label a sorti des disques de Null et Zeni Geva, Shellac, Melt-Banana, Merzbow et d'autres groupes.

### Collaborations
Il a depuis produit des albums pour d'autres artistes, et participé à de nombreuses collaborations avec des musiciens parmi lesquels on peut citer John Zorn, Steve Albini, Boredoms, Seiichi Yamamoto, Jim O'Rourke, Merzbow, Fred Frith, James Plotkin, Keiji Haino, Otomo Yoshihide, Jon Rose, Atau Tanaka, Zbigniew Karkowski, Z'EV, Alexei Borisov. Noisegate et Philip Samartzis. Il a également joué des concerts conjoints avec des artistes aussi réputés que Sonic Youth ou Mike Patton.

## Style

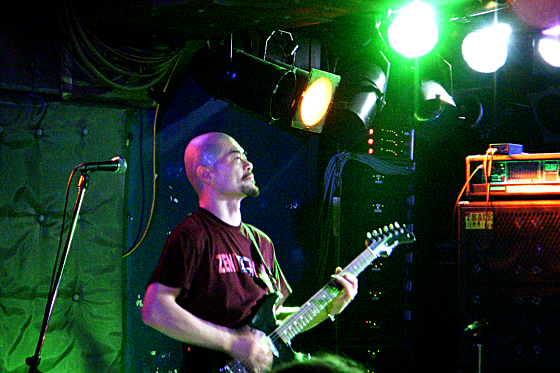
KK. Null en concert avec Zeni Geva

Null est bien connu pour ses techniques de manipulation de son (nullsonic), et l'usage d'antennes pour la capture et l'amplification de faibles signaux radio.

## Discographie (incomplète)
- All created by Kozuyaki K. Nulle with guitar & nullsonic at Prima Natura Studio, Dec 1997 - Jan 1998. Un style assez psychédélique qui se retrouve dans l'apparence de la pochette d'albumImage de l'album en question.
- Sous le pseudonyme de Tibeta Ubik (avec Merzbow):
  - 2
  - 3
- Apparition dans des compilations:
  - « Scatovator » sur ...It Just Is (2005)